# Herrljunga község
Herrljunga község (svédül: Herrljunga kommun) Svédország 290 községének egyike. 
1952-ben Herrljunga és Gäsene egyesülésével jött létre.

## Települései
A községben  öt település található:
| Település  | Népesség | Megjegyzés         |
| ---------- | -------- | ------------------ |
| Herrljunga |          | a község székhelye |
| Annelund   |          |                    |
| Fåglavik   |          |                    |
| Hudene     |          |                    |
| Ljung      |          |                    |

## Külső hivatkozások
- Hivatalos honlap Archiválva 2019. július 16-i dátummal a Wayback Machine-ben